# Bedaf
Bedaf (em persa: بداف, também romanizada como Bedāf, Badāf e Bodāf; também conhecida como Bīdu) é uma aldeia do distrito rural de Mehrabad, no condado de Abarkuh, da província de Yazd, Irã.
No censo de 2006, sua população era de 978 habitantes, em 266 famílias.